# Qomeshah
Qomeshah (persiska: قمشه) är en ort i Iran.   Den ligger i provinsen Kermanshah, i den västra delen av landet, 400 km väster om huvudstaden Teheran. Qomeshah ligger 1 294 meter över havet och antalet invånare är 519.
Terrängen runt Qomeshah är platt åt nordost, men åt sydväst är den kuperad. Qomeshah ligger nere i en dal.Runt Qomeshah är det ganska tätbefolkat, med 185 invånare per kvadratkilometer. Närmaste större samhälle är Kermānshāh, 17,8 km väster om Qomeshah. Trakten runt Qomeshah består till största delen av jordbruksmark.